# Dos damas
En los textos del Antiguo Egipto, las «Dos Damas» (En egipcio antiguo: nbtj, a veces usado el anglicismo Nebty) era un epíteto religioso para las diosas Uadyet y Nejbet, dos deidades que eran patronas de los antiguos egipcios y adoradas por todos después de la unificación de sus dos partes, el Bajo Egipto y el Alto Egipto. Cuando las dos partes de Egipto se unieron, no hubo una fusión de estas deidades como ocurría a menudo con deidades similares de varias regiones y ciudades. Ambas diosas se conservaron debido a la importancia de sus funciones y se las conoció como las Dos Damas, que eran las protectoras del Egipto unificado.
Tras la unificación, la imagen de Nejbet se unió a la de Uadyet en el uraeus, a partir de entonces, se mostraron juntas como parte de las coronas de Egipto. Las Dos Damas se encargaban de establecer las leyes, proteger a los gobernantes y al campo egipcio y promover la paz.

## Uso en epítetos
Las deidades más sagradas del panteón egipcio solían recibir estos epítetos u otros títulos — a veces en grandes cadenas de títulos — para mantener sus nombres en secreto de los enemigos y los incrédulos y mostrar respeto por sus poderes.
Un ejemplo del uso de este término en las referencias textuales puede encontrarse en la siguiente conmemoración de una campaña militar bajo el faraón Amenofis III registrada en tres estelas talladas en roca.  En el texto se le llama Nebmaatra. Son de su quinto año y se encontraron cerca de Asuán y de la isla de Sai, en Nubia. El relato oficial de su victoria militar destaca su destreza marcial con la típica hipérbole utilizada por todos los faraones, pero señala que las Dos Damas se le aparecieron para aconsejarle y advertirle sobre el líder del ejército de Kush. 

Regnal Year 5, third month of Inundation, day 2. ...appearing in truth, [the] Two Ladies, Who [establish] laws and [pacify] the Two Lands... [to the] King of Upper and Lower Egypt, Nebmaatra, heir of Ra, Son of Ra, [Amenhotep, ruler of Thebes]... came to tell [the pharaoh], "The fallen one of vile Kush has plotted rebellion in his heart." [The pharaoh] led on to victory; he completed it in his first campaign of victory. [The pharaoh] reached them like the wing stroke of a falcon... Ikheny, the boaster in the midst of the army, did not know the lion that was before him. Nebmaatra was the fierce-eyed lion whose claws seized vile Kush, who trampled down all its chiefs in their valleys, they being cast down in their blood, one on top of the other
Año Regnal 5, tercer mes de la Inundación, día 2. ...apareciendo en verdad, [las] Dos Damas, que [establecen] leyes y [pacifican] las Dos Tierras... [al] Rey del Alto y Bajo Egipto, Nebmaatra, heredero de Ra, Hijo de Ra, [Amenhotep, gobernante de Tebas]... vinieron a decirle [al faraón]: «El caído del vil Kush ha tramado una rebelión en su corazón». [El faraón] los condujo a la victoria; la completó en su primera campaña de victoria. [El faraón] los alcanzó como el golpe de ala de un halcón... Ikheny, el fanfarrón en medio del ejército, no conocía al león que tenía delante. Nebmaatra era el león de ojos feroces cuyas garras se apoderaron del vil Kush, que pisoteó a todos sus jefes en sus valles, siendo arrojados en su sangre, uno sobre otro
Urk. IV 1665-66

Las referencias a los leones de ojos fieros es otro epíteto, relacionado con la deidad de la guerra, Sejmet, la feroz diosa guerrera de Egipto que protegía al faraón en la batalla, conquistaba a sus enemigos y traía la victoria. Se la representaba como una leona y se decía que el faraón-guerrero era su hijo, por tanto, un león. Bastet era su homóloga en una de las dos tierras, pero tras la unificación, Sejmet siguió siendo la guerrera feroz y a Bastet se le asignaron otras funciones en el panteón egipcio. Estas tres deidades eran los patronos más fuertes del Antiguo Egipto. Nunca fueron desplazadas por deidades que subían y bajaban de importancia para los egipcios cuando los faraones elegían un patrón personal especial, un templo se volvía extremadamente poderoso o las capitales cambiaban. El uso de la imagen de las dos diosas patronas en el uraeus se mantuvo incluso durante el gobierno de Akenatón, que puede haber suprimido el culto a otras deidades que no fueran su favorita, Atón. Su nombre Hebty, o Nebty, derivaba de una raíz con las Dos damas también, como se ve en la imagen hierográfica del nombre Hebty de Akenatón, Wernesytemakhetaten, que se muestra en el recuadro de información de su artículo y que debería traducirse como,«El de las Dos Damas, Grande de la realeza en Akenatón». En esto no se diferenciaba de ningún otro faraón y la importancia de estas deidades tradicionales persistió sutilmente a lo largo de su reinado, cuando intentó romper el poder del templo de Amón. Tan pronto como terminó su reinado, las antiguas tradiciones religiosas se restauraron plenamente e incluso, más tarde, fueron adoptadas por los posteriores gobernantes extranjeros de Egipto hasta el colapso del Imperio Romano. 

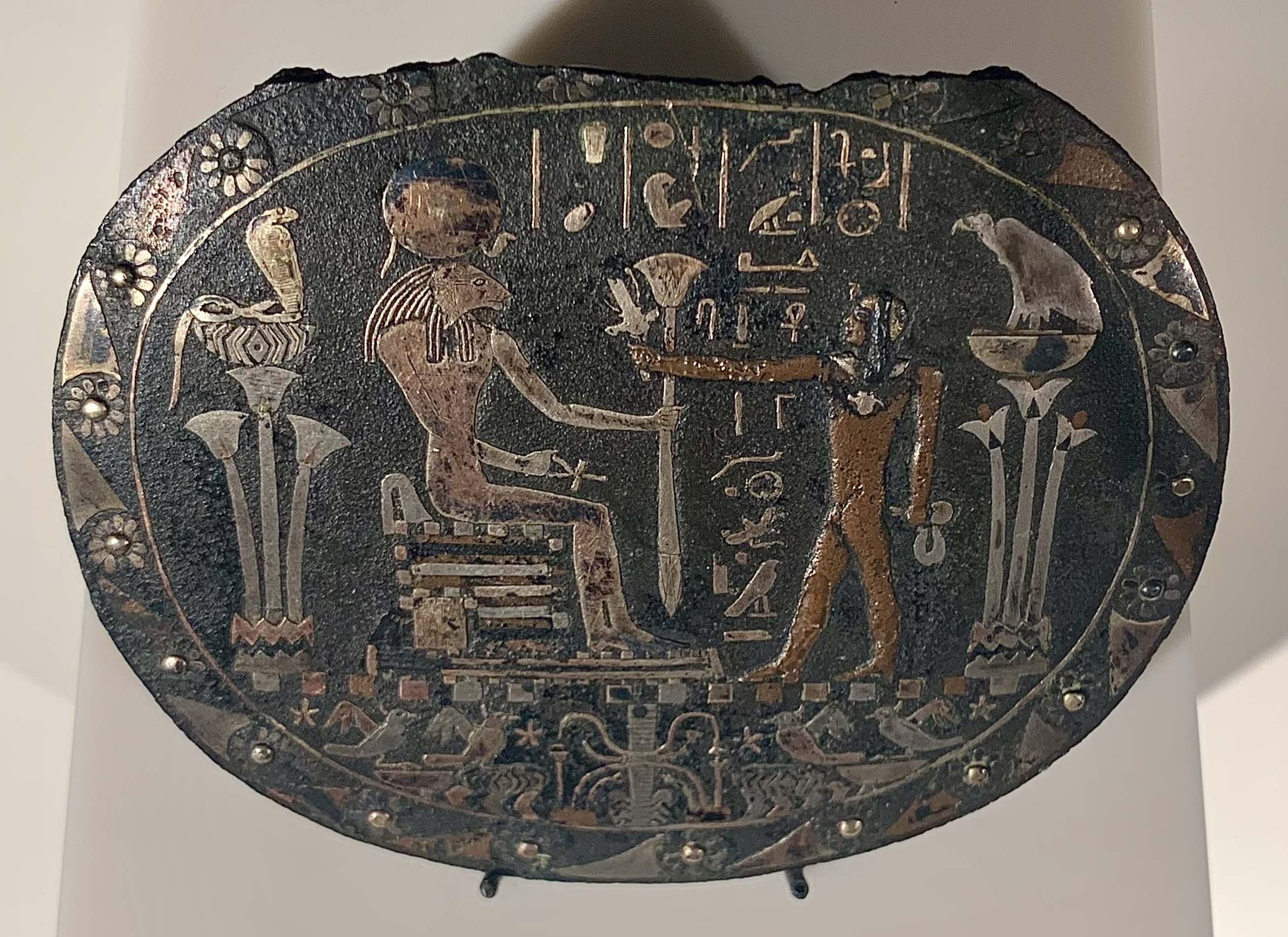
Imagen de un collar ritual Menat, que representa un ritual realizado ante una estatua de Sejmet en su trono donde está flanqueada por la diosa Uadyet como la cobra y la diosa Nejbet como el buitre leonado, símbolos del bajo y el alto Egipto respectivamente; el suplicante sostiene un menat completo y un sistro para el ritual, hacia el año 870 a. C. (Berlín, Altes Museum, número de catálogo 23733)

En la parte central del collar Menat que se muestra arriba, las Dos Damas flanquean una estatua de Sekhmet, que está siendo propiciada por el faraón en una ceremonia del templo. La colocación de las mismas junto a ella en el templo de la diosa leona, demuestra la autoridad con la que siempre estuvo asociada, y la importancia de una asociación con las Dos Damas.